# Sonia Furió
María Sonia Furió Flores (30. července 1937, Alicante, Španělsko – 1. prosince 1996, Cuernavaca, Mexiko) byla španělská herečka, která se prosadila v Mexiku.

## Mládí
Furió se narodila v Alicante jako dcera Nicoláse Furióa Cabanéa a Maríi Flores Guillén. Byla ještě velmi mladá, když její rodina emigrovala do Mexika kvůli španělské občanské válce. Dne 2. května 1952, ve svých 14 letech, se stala naturalizovanou mexickou občankou. Studovala moderní i folklorní tanec, angličtinu, francouzštinu, malbu a sochařství. Herectví dokončila na Akademii Andrése Solera.

## Kariéra
Furió debutovala ve filmu Y mañana serán mujeres (1955). Za roli ve filmu Los desarraigados (1960) získala zlatou medaili od Asociación Israelita. Za svůj výkon ve filmu La cárcel de Cananea (1960) jí Asociace mexických kritiků udělila trofej. 